# Coquillettidia samoaensis
Coquillettidia samoaensis är en tvåvingeart som beskrevs av Stone 1966. Coquillettidia samoaensis ingår i släktet Coquillettidia och familjen stickmyggor.
Artens utbredningsområde är Amerikanska Samoa. Inga underarter finns listade i Catalogue of Life.